# Jan Soens
Jan Soens, ook bekend als Hans Soens en Giovanni Sons (Den Bosch, ca. 1547/48 - Parma, tussen 1611 en 1614), was een Nederlands kunstschilder en tekenaar. Hij leerde het vak in Antwerpen en werkte vervolgens in Parma en Rome.

## Biografie
Hij ging naar Antwerpen om het schildersvak te leren. Aanvankelijk woonde en werkte hij daar langere tijd bij meester-schilder Jacob Boon. Vervolgens ging hij in de leer bij de broers Gillis en  Frans Mostaert. Van hen leerde hij het schilderen van landschappen.
Vervolgens vertrok hij naar Parma en schilderde daar een groot aantal jaren aan het hof van de hertog. Volgens Karel van Mander was hij in die tijd vrijgezel. Ook werkte hij nog een tijd in Rome, onder meer in opdracht van de paus.
Hij schilderde met olieverf en werd vooral bekend om zijn landschappen en historische afbeeldingen. Hij schilderde niet alleen op doek, maar ook op muren en koper. Een van zijn werken op koper is in het bezit van het Noordbrabants Museum in Den Bosch. In Italië was er veel waardering voor zijn gedetailleerde Zuid-Nederlandse landschappen. Naast de Nederlandse schilderstijl zijn er echter ook Italiaanse tradities in zijn werk te herkennen. 

## Galerij
| Rinaldo en Armida (ca. 1600) uit Jeruzalem verlost                                    |  | Tobias en Rafaël nemen afscheid van Tobit en Anna, ca. 1600, uit Jerusalem verlost |
| Rinaldo en Armida, ca. 1600, uit Jeruzalem verlost, Walters Art Museum, Baltimore, MD |  | Tobias en Rafaël nemen afscheid van Tobit en Anna, ca. 1600, uit Jerusalem verlost |

- Biografisch Portaal: 31193551
- Gemeinsame Normdatei: 129873136
- International Standard Name Identifier: 0000 0003 7117 1168
- Library of Congress Control Number: no2018031090
- Nederlandse Thesaurus van Auteursnamen: 080530818
- RKD-Nederlands Instituut voor Kunstgeschiedenis: 73747
- Union List of Artist Names: 500001542
- Virtual International Authority File: 38010134
- WorldCat: E39PBJjT3RkY4h8Jj4TKqCR3Qq